# Daniel I del Congo
Daniel I Miala mia Nzimbwila va ser governant del regne del Congo (manikongo) durant la Guerra Civil del Congo. Va ser manikongo de 1674 a 1678.
Daniel de Gusmão era un dels fills de Dona Suzana de Nóbrega de Lovota, filla del rei Álvaro II i matriarca del Kanda Kimpanzu. Va ser escollit rei a la mort del marquès de Nkondo, Afonso III amb el suport els prínceps de Soyo, Paulo da Silva II (1674-1675) i Estêvão II Afonso da Silva (1675-1680). Va governar durant quatre anys fins que el pretendent Kinlaza al tron, Pedro III va fer un atac desastrosa per la capital. El rei Pedro tenia la base a la fortalesa Lemba de la muntanya Kinlaza des de la seva deposició per Soyo en 1669. Va marxar a São Salvador amb mercenaris jaga provocant una batalla que va cremar la majoria de la ciutat fins als fonaments. Daniel fou mort en la batalla, coneguda com el saqueig de São Salvador, acabant el seu regnat. La destrucció de la capital del regne va fer que la nació, essencialment, deixés d'existir durant més de vint anys, i a més es va dividir en tres regnes rivals governats pels diversos reclamants del tron Congo de les tres cases. Manuel de Nóbrega va succeir al seu germà Daniel com el sobirà del Regne de Mbamba Lovata per als Kimpanzu.